# Shi Nenghai
Shi Nenghai (chinois : 释能海) ou Nenghai lama (chinois : 能海剌麻) ou encore Nenghai shangshi (chinois : 能海上师), nom de naissance Gong Xueguang (龔學光 / 龚学光, gōng xuéguāng), né le 20 janvier 1886 et mort le 1er janvier 1967, est un moine bouddhiste de l'école Gelug et membre du parti communiste chinois, qui a contribué de manière prépondérante à la diffusion du bouddhisme tibétain depuis le Tibet aux communautés Hans lors de la République de Chine (1912-1949), en raison de barrières entretenus par les Qing tombées pendant la République et de l'intérêt croissant des Han. Ils sont, avec maître Fazun, les deux principaux protagoniste du renouveau du bouddhisme ésotérique en Chine (密教復興運動, mìjiāo fùxīng yùndòng, « mouvement de renaissance du bouddhisme ésotérique »).
Il est de son vivant, vice-président de l'association bouddhiste de Chine et était membre du comité national de la conférence consultative politique du peuple chinois, ainsi que député de la 1re et 2e assemblée nationale populaire de république populaire de Chine,.